# Mitsubishi A7M
Mitsubishi A7M Reppū (tiếng Nhật: 烈風, "Liệt Phong") được thiết kế như là máy bay tiếp nối chiếc Mitsubishi A6M-Zero nổi tiếng của Hải quân Đế quốc Nhật Bản, và việc phát triển được bắt đầu từ năm 1942. Mục tiêu nhắm đến là có vận tốc, tốc độ lên cao, bổ nhào và vũ khí trang bị vượt trội hơn Zero, cũng như là độ cơ động tốt hơn. Kết quả là máy bay có diện tích cánh và kích thước chung lớn hơn đáng kể, tương đương với chiếc P-47 Thunderbolt của Mỹ.
Việc phát triển hậu duệ của Zero bị chậm vì nhà thiết kế Jiro Horikoshi bận việc thiết kế Mitsubishi J2M Raiden, một kiểu tiêm kích đánh chặn đặt căn cứ trên đất liền để chống lại máy bay ném bom tầm cao. Dù sao, tốc độ tiêu hao lớn của Zero bởi những chiếc F4U Corsair và F6F Hellcat của Hải quân Mỹ đặt ra một ưu tiên lớn cho Hải quân Nhật phải có kiểu thay thế. Nhóm thiết kế do Jiro Horikoshi đứng đầu, dự định phát triển một động cơ mới, Mitsubishi Ha-43, cho kiểu này, nhưng bị buộc phải dùng động cơ Nakajima NK9K Homare 22. Chiếc nguyên mẫu A7M1 cất cánh lần đầu tiên ngày 6 tháng 5 năm 1944. Kết quả thật thất vọng vì không tương xứng giữa động cơ và thân máy bay, và tốc độ tối đa chỉ nhỉnh hơn Zero. Hải quân yêu cầu ngừng việc phát triển, nhưng Mitsubishi tiếp tục phát triển bằng phương tiện riêng, sau đó bay thử nghiệm với động cơ Mitsubishi MK9A Ha-43 1641 kW đã hoàn tất. Chiếc nguyên mẫu A7M2 cất cánh lần đầu tiên ngày 13 tháng 10-1944., đạt tốc độ tối đa 628 km/h (392 mph), trong khi tốc độ lên cao và các thông số bay khác vượt trội hơn Zero, khiến Hải quân thay đổi ý định và chấp nhận kiểu này, đặt tên là Máy bay Tiêm kích Hải quân trên Tàu sân bay Kiểu 22. A7M2 cũng được trang bị cánh phụ chiến đấu tự động, đã được sử dụng trên chiếc Kawanishi N1K-J, cải tiến đáng kể khả năng cơ động.
Việc phát triển những phiên bản hoạt động trên đất liền cũng được lên kế hoạch với tên gọi A7M3 và A7M3-J, nhưng không hề được chế tạo cho đến hết chiến tranh.
Tên mã phía Đồng Minh đặt cho chiếc A7M là Sam. Có 10 chiếc nguyên mẫu được hoàn thành cho đến cuối chiến tranh, và không có chiếc nào tham gia chiến đấu.

## Đặc điểm kỹ thuật (A7M2)

### Đặc tính chung
- Đội bay: 01 người
- Chiều dài: 10,99 m (36 ft 1 in)
- Sải cánh: 14,0 m (45 ft 11 in)
- Diện tích bề mặt cánh: 30,86 m² (332,2 ft²)
- Trọng lượng không tải: 4.400 kg (9.700 lb)
- Động cơ: 1 x động cơ Mitsubishi Ha-43, công suất 2.000 mã lực (1.640 kW)

### Đặc tính bay
- Tốc độ lớn nhất: 630 km/h (390 mph)

### Vũ khí
- 2 × pháo 20 mm
- 2 × súng máy 13 mm

## Nội dung liên quan

### Máy bay tương tự
- Grumman Hellcat

### Trình tự thiết kế
A4N - A5M - A6M - A7M

### Danh sách liên quan
- Danh sách máy bay chiến đấu
- Danh sách máy bay quân sự Nhật Bản